# Südstraße 43 (Heilbronn)

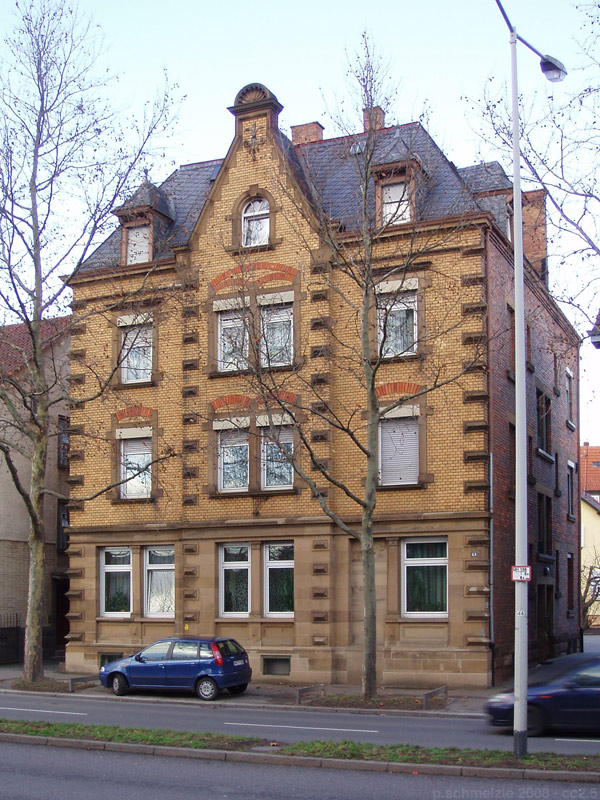
Das Haus Südstraße 43 in Heilbronn

Das Gebäude Südstraße 43 ist ein 1897 errichtetes Wohnhaus in Heilbronn, das als Kulturdenkmal unter Denkmalschutz steht.

## Lage und Umgebung
Das Gebäude befindet sich an der Südstraße in Heilbronn, die vom Silcherplatz zur Rosenbergbrücke führt und als Teil eines Stadtrings im Jahre 1873 von Reinhard Baumeister entworfen wurde. Heute verläuft auf der Südstraße die Bundesstraße 293.

## Beschreibung

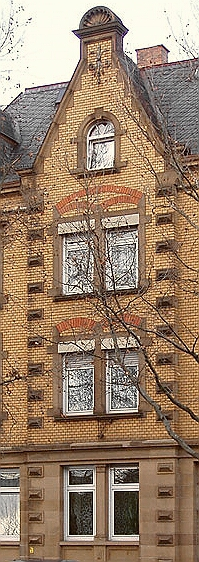
Detailansicht Südstraße 43 in Heilbronn

Das Arbeiterwohnhaus wurde im Jahre 1897 für den Steinbruchpolier Wilhelm Lang errichtet und verfügte bei seiner Fertigstellung über jeweils zwei Dreizimmerwohnungen in den Obergeschossen, eine Gastwirtschaft und Metzgerei im Erdgeschoss und eine Wurstküche im Souterrain. Diese Art der Aufteilung mit Gewerberäumen im Erdgeschoss war für Arbeiterwohnviertel charakteristisch.
Die Haustür weist Kunstschmiedearbeiten und eine historische Hausklingel auf. Im Inneren des Gebäudes haben sich gefelderte Wohnungstüren original erhalten. Weiterhin hat es sein originales Treppenhaus, das ein gedrechseltes Geländer und einen Mosaikfußboden aufweist.

## Kunstgeschichtliche Bedeutung
Das nach Plänen des Bauunternehmers Koch & Mayer errichtete Haus befindet sich in einem historischen Heilbronner Arbeiterwohngebiet, das durch den „reduzierten Historismus“ gekennzeichnet ist, wobei sich das Haus mit seiner „kontrastreichen Fassaden- und Detailgestaltung“ an den Historismus in seiner Variante der „deutschen Renaissance“ orientiert.